# Милош
Милош је словенско мушко име, присутно код Јужних и Западних Словена. Потиче од придева мили (драги) са хипокристичким наставком -ош.

## Познате особе

### Срби
- Милош Обреновић

### Чеси
- Милош Форман